# George Henry Bennett
George Henry Bennett (ur. 24 czerwca 1875 w Saint John’s, zm. 25 grudnia 1946 w Aberdeen) – szkocki duchowny rzymskokatolicki, biskup Aberdeen.

## Życiorys
Urodził się w Saint John’s na Antigui, będącej wówczas kolonią brytyjską. 9 kwietnia 1898 w Rzymie otrzymał święcenia prezbiteriatu i został kapłanem archidiecezji Saint Andrews i Edynburga.
18 czerwca 1918 papież Benedykt XV mianował go biskupem Aberdeen. 1 sierpnia 1918 w katedrze Wniebowzięcia Najświętszej Maryi Panny w Aberdeen przyjął sakrę biskupią z rąk arcybiskupa Glasgow Johna Aloysiusa Maguire. Współkonsekratorami byli biskup Dunkeld John Toner oraz biskup Galloway James William McCarthy.
Zmarł 25 grudnia 1946 w pałacu biskupim w Aberdeen. Pochowany został na Allenvale Cemetery w Aberdeen.